# Bykle
Bykle är en tätort och kyrkby som utgör centralort i Bykle kommun i Agder fylke i Norge. Orten ligger vid riksväg 9 och älven Otra i Setesdalen. Här finns Bykle gamla kyrka och Bykle nya kyrka.

## Bilder

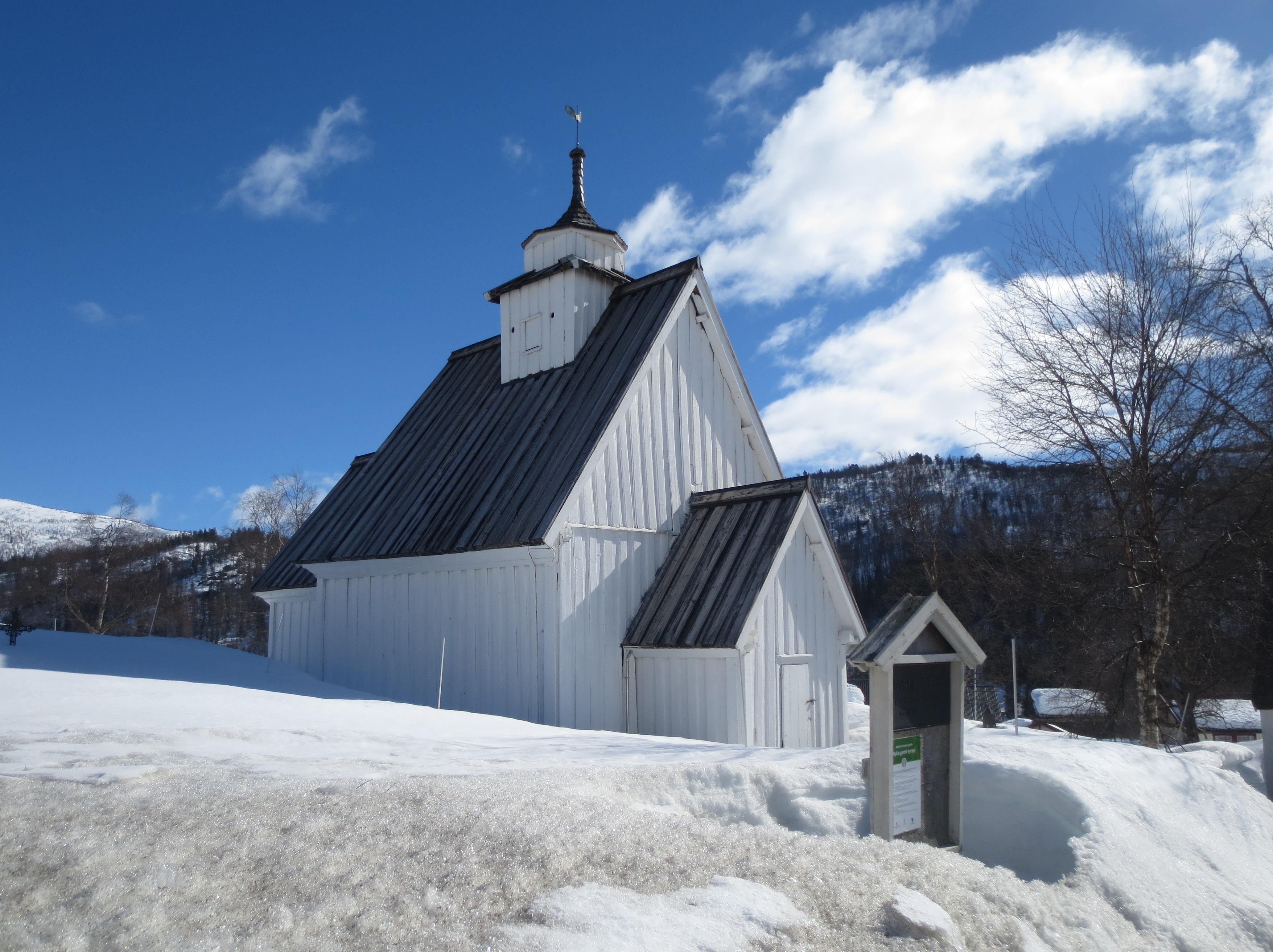
Bykle gamla kyrka.
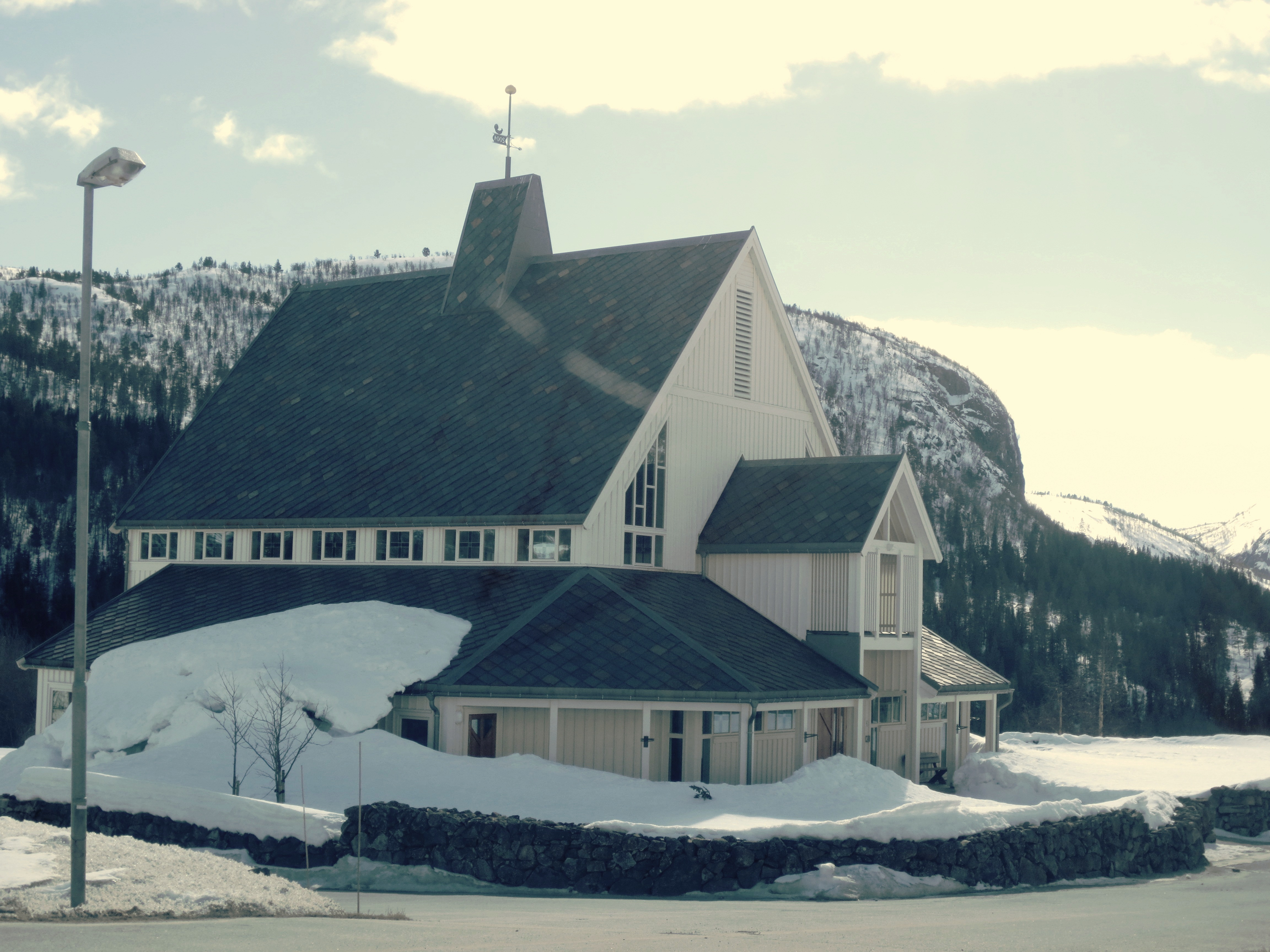
Bykle nya kyrka.